# Notre-Dame-de-Grâce (Plougonvelin)

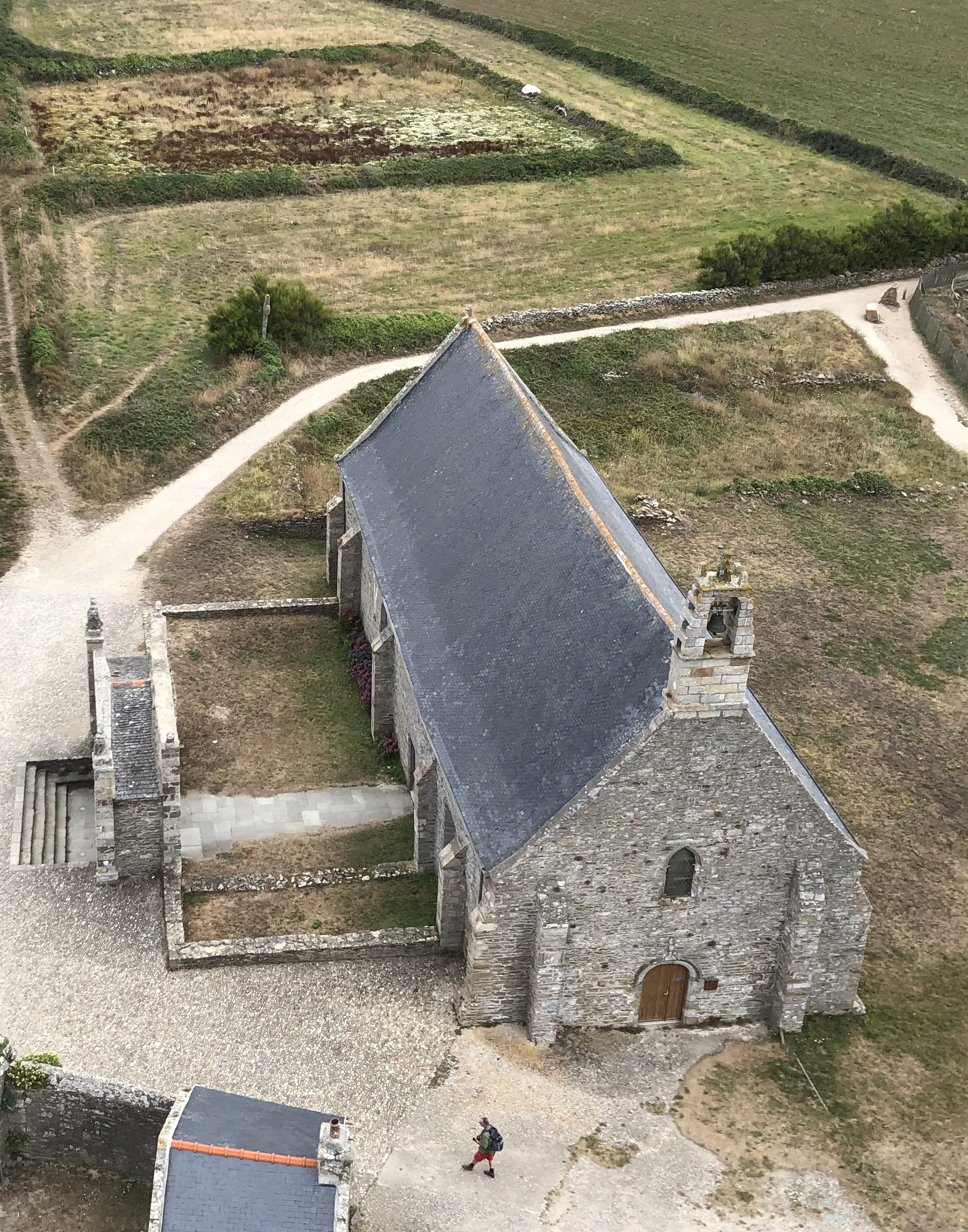
Blick von Westen auf die Kapelle Notre-Dame-de-Grâce vom Leuchtturm aus, 2022

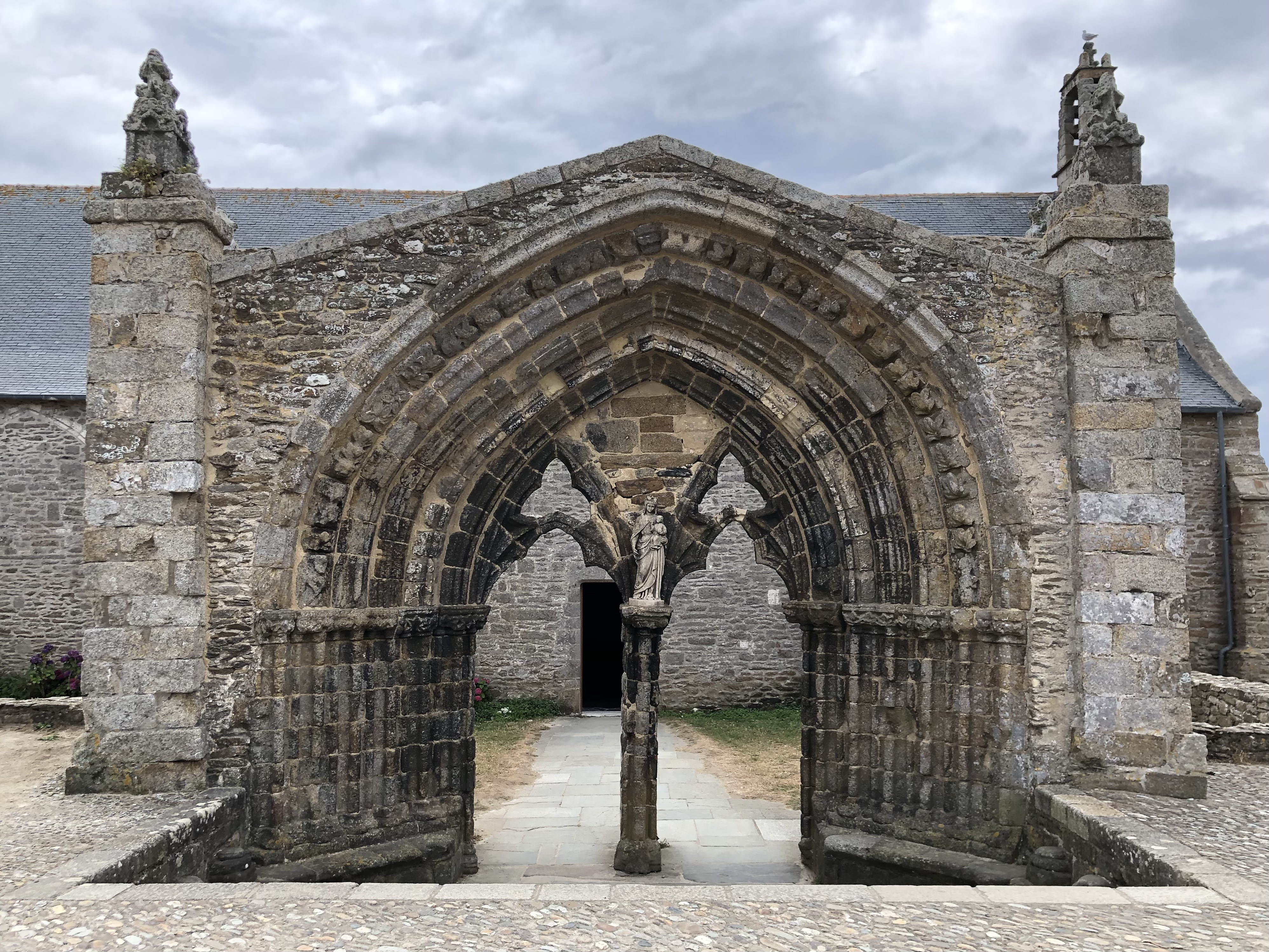
Portal des Vorgängerbaus

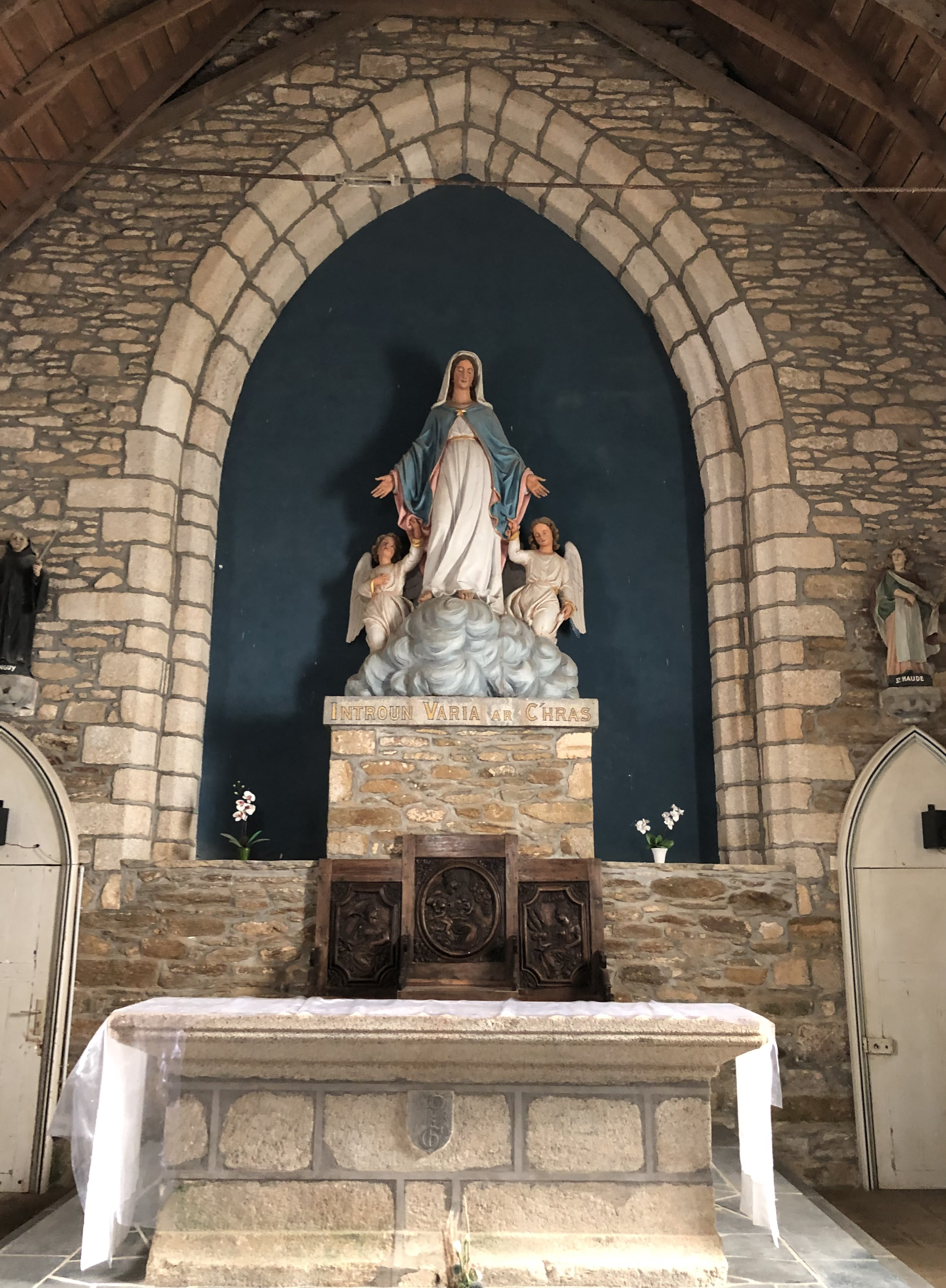
Darstellung der Himmelfahrt der Jungfrau Maria, im Vordergrund Altar und historische Sitzbank

Die Kapelle Notre-Dame-de-Grâce (deutsch: Unsere Liebe Frau von der Gnade) ist eine römisch-katholische Kapelle in der Bretagne in Frankreich. Sie gehört zum Bistum Quimper.

## Lage
Die Kapelle steht unweit des Kaps Pointe Saint-Mathieu im Ort Saint-Mathieu im Gebiet der Gemeinde Plougonvelin. Unmittelbar westlich befinden sich die Ruine der Abtei Saint-Mathieu de Fine-Terre und der Leuchtturm Phare de Saint-Mathieu.

## Architektur und Geschichte
An der Stelle der heutigen Kapelle befand sich die im Mittelalter errichtete Dorfkirche Notre-Dame du Bout du Monde des Dorfes Saint-Mathieu. Sie war größer als die jetzige Kapelle. Von diesem Vorgängerbau ist noch das nördlich vor der Kapelle stehende Eingangsportal aus dem 14. Jahrhundert erhalten. Es trägt im Tympanon eine Statue der Jungfrau Maria. Links und rechts des Portals finden sich an der Basis der Blattverzierungen zwei kleine Skulpturen. Die stark verwitterten Figuren zeigten möglicherweise die Spender des Portalvorbaus.
Der jetzige Bau auf rechteckigem Grundriss entstand im Jahr 1861 im Stil des Klassizismus, wobei das Kirchenschiff wieder aufgebaut wurde. Die Eingangssituation wurde jedoch neu gestaltet, so dass das zuvor über mehrere Bauten mit der Kirche verbundene historische Eingangsportal jetzt isoliert steht. Über dem Westgiebel wurde ein kleiner Glockenturm aufgesetzt, der auch am Vorgängerbau vorhanden war. Sowohl an der Nord- als auch an der Ostwand sind ehemalige Fensteröffnung und gotische Bögen zu erkennen, die ebenfalls Reste der Vorgängerbebauung darstellen. An der Nordseite wurde eine Tür aus dem 14. Jahrhundert wiederverwendet.
Im Jahr 1969 erfolgte eine Restaurierung der Kapelle.
Im Inneren ist die Kapelle schlicht gestaltet. Überspannt wird das Kirchenschiff von einem offenen Dachstuhl. An der Ostseite befindet sich eine aus dem Jahr 1864 stammende plastische Darstellung der Himmelfahrt der Jungfrau Maria. Sie wird von zwei Engeln getragen. Die Figurengruppe ist in einem gotischen Bogen angeordnet, der vom Vorgängerbau stammt und ursprünglich ein Buntglasfenster fasste. Die Wände der Kirche sind mit weiteren mehrfarbig gestalteten Figuren verziert. Links neben Maria steht die kleine Statue des Heiligen Tanguy, der als Mönch mit Schwert dargestellt ist. Er gilt als Begründer der benachbarten Abtei. Rechts ist seine Schwester, die Heilige Haude zu sehen. Sie ist mit Spuren ihrer Enthauptung dargestellt und trägt ihre Dienstbotenschürze. Sie bezichtigt ihre Schwiegermutter, die die Anstifterin des Verbrechens war, dessen Opfer Haude wurde.
An der Nordseite befindet sich eine Darstellung der Heiligen Anna, die Maria erzieht. Ihr gegenüber steht eine Figur des Heiligen Matthäus. Er ist mit Feder und Evangelium dargestellt. Darüber hinaus befindet sich an einer Wand, für die Region typisch, das Modell eines Fischerboots.
Der Altar befand sich ursprünglich in der Kapelle Saint Jean. Er trägt ein Wappen, das möglicherweise auf eine Bruderschaft verweist. Bemerkenswert ist eine hinter dem Altar stehende hölzerne, kunstvoll beschnitzte Sitzbank. Sie stammt aus dem 17. Jahrhundert und umfasst drei unregelmäßig dimensionierte Plätze. Die Rücklehnen sind jeweils mit einem geschnitzten Medaillon verziert. Die Medaillons zeigen die drei theologischen Tugenden Glaube, Hoffnung und Liebe. Diese Kirchenwächter-Sitzbank stammt vermutlich aus der benachbarten Abtei.
Das achteckige Taufbecken der Kapelle ist schlicht und aus Granit gestaltet.